# Zellig Harris
Zellig Sabbetai Harris (23 de outubro de 1909 — 22 de maio de 1992) foi um linguista americano, bastante conhecido por seus na linguística estrutural.
Nascido em Balta (hoje conhecida como Odessa), na Ucrânia, emigrou com sua família para a os Estados Unidos, em 1913, estabelecendo-se em Filadélfia, na Pensilvânia. Diplomou-se no departamento de Estudos Orientais da Universidade da Pensilvânia em 1930, obtendo seu mestrado em 1932 e o doutorado em 1934. Começou a ensinar nessa mesma universidade em 1931, e nela fundou o primeiro departamento de lingüística dos Estados Unidos, em 1946. Noam Chomsky foi seu aluno nessa universidade, e posteriormente fundou a teoria da Gramática Gerativa. Além dele, orientou também linguistas famosos como John Ross, Maurice Gross, Fred Lukoff, Joseph Applegate, Lila Gleitman e Bruce Nevin.
De religião judaica, Harris participava de movimentos libertários. Chomsky conta que o que o atraiu em Harris foi o fato deste se mostrar anarquista.

## Obras
- Origin of the Alphabet (Dissertação de Mestrado, 1932)
- A Grammar of the Phoenician Language (Tese de Doutorado, 1936)
- Development of the Canaanite Dialects: An investigation in linguistic history (1939)
- Methods in Structural Linguistics (1951)
- Discourse Analysis (Artigo, 1952)
- String Analysis of Sentence Structure (1962)
- Mathematical Structures of Language (1968)
- Papers in Structural and Transformational Linguistics (1970)
- Notes du Cours de Syntaxe (1976) (em francês)
- A Grammar of English on Mathematical Principles (1982)
- Language and Information (1988) (ISBN 0231066627)
- The Form of Information in Science: Analysis of an immunology sublanguage (1989) (ISBN 9027725160)
- A Theory of Language and Information: A mathematical approach (1991) (ISBN 0198242247)
- The Transformation of Capitalist Society (1997) (ISBN 0847684121) (obra póstuma)